# Kevin McKenna
Kevin Robert McKenna (St. Paul, 8 gennaio 1959) è un ex cestista e allenatore di pallacanestro statunitense, professionista nella NBA.

## Carriera
Venne selezionato dai Los Angeles Lakers al quarto giro del Draft NBA 1981 (88ª scelta assoluta).

## Palmarès

### Giocatore
- Campione CBA (1990)